# Диктатура большинства
Диктатура большинства или власть большинства (англ. Majoritarianism) — политологическая концепция, утверждающая, что большинство, определяемое по некоторым параметрам общества (религиозным, социальным, языковым и тому подобное), имеет преимущества в решении общественно-значимых вопросов данного социума. 
Этот, в какой-то степени традиционный, взгляд на демократию некоторыми подвергается критике с точки зрения защиты основных гражданских прав.
В либеральной демократической системе большинство не должно исключать меньшинства из участия в политическом процессе. Оппоненты иногда называют концепцию власти большинства охлократией (буквально — власть толпы).
Сторонники диктатуры большинства утверждают, что решения, которые принимаются большинством, в основе своей являются демократическими, а ограничение решений вопросов большинством, как правило, не демократично. А если решения принимает небольшая группа — такая как аристократы, судьи, духовенство, солдаты или философы, то общество становится олигархией.
Критики[какие?] говорят, что фактически решения принимаются не по правилу большинства, если количество кандидатов ограничено или вариантов на выбор всего два.